# Кортни и Ким освајају Мајами
Кортни и Ким освајају Мајами (енгл. Kourtney and Kim Take Miami; раније титловано као Кортни и Клои освајају Мајами енгл. Kourtney and Khloé Take Miami) је америчка ријалити телевизијска серија која се приказивала од 16. августа 2009. до 7. априла 2013. године на Е! и представља први спин-оф У корак са Кардашијанима. Серија је оригинално пратила сестре Кортни и Клои Кардашијан како отварају други Даш бутик у Мајамију, Флорида. Од треће сезоне, сестра Ким Кардашијан замењује Клои, која је имала друге пословне обавезе. Трећа сезона почела је са снимањем у октобру 2012. године и емитовала се од 20. јануара 2013. године.

## Синопсис
Током прве две сезоне, Кортни и Клои освајају Мајами прати сестре Кортни и Клои Кардашијан које надгледају отварање Даш бутика у Мајамију, наставак њихове прве продавнице у Калабасасу. Такође се приказује Клоин радио-шоу „Клои након мрака” на Y100, који такође води Теренс Џеј, као и животе дан за даном дуа. Трећа сезона приказује Ким и Кортни које покушавају да пронађу нову локацију за Даш. Представља прву серију са Кардашијанима која се приказује након рођења Кортниног и Скот Дисиковог сина Мејсона.